# 大阪教育大学附属平野中学校
大阪教育大学附属平野中学校（おおさかきょういくだいがくふぞくひらのちゅうがっこう 英: Hirano Junior High School Attached to Osaka Kyoiku University）は、大阪府大阪市平野区に所在する国立中学校。略称は附中、附平中、通称は平附（ひらふ）。

## 概要
大阪教育大学の附属中学校の一つ。1947年に新制中学校として開校した。学校教育法に基づき、中学校としての普通教育を行う。同時に大阪教育大学の附属学校として、教育理論・教育実践の研究や、大阪教育大学の学生を教育実習生として受け入れることなど、大学の教育研究の場としての側面も持ち合わせている。
同じ校地内に大阪教育大学附属高等学校平野校舎が所在するが、併設型の中高一貫教育校ではなく、附属高等学校平野校舎においては、附属平野中学校の生徒について入学者の選抜（連絡進学選考）は実施される。附属天王寺中学校とは違い、第3学年の希望者の内、学年の約2/3（2クラス）を上限に連絡進学が可能。
1992年度から1994年度にかけて、文部省の研究開発指定校として取り組んだ授業システム「JOIN」（選択履修の新しい試み）が特徴的である。自分にあった課題を見つけ、主体的な学びと生き方の自覚を深めていくことをグループ学習や教官の指導の下獲得していくものであり、現在の総合的な学習の時間の先駆けであった。

## 沿革

### 略歴
1947年度からの学制改革により、従来の旧制大阪第一師範学校女子部附属国民学校（現在の大阪教育大学附属平野小学校）高等科を振り替える形で、大阪第一師範学校女子部附属中学校として開校した。当時平野にあった大阪第一師範学校女子部の附属学校として開設されている。
1949年以降学年進行で段階的に進行した旧制大阪第一師範学校女子部から新制大阪学芸大学への移行に伴い、附属中学校は大阪学芸大学第一師範学校平野附属中学校（1949年）・大阪学芸大学附属平野中学校（1951年）へと短期間で改称している。
開校当初の校舎は附属平野小学校に併設されていたが、1951年に現在地に独立校舎を設置している。
大学の改称に伴い、1967年には大阪教育大学附属平野中学校へと改称した。さらに1973年には大阪教育大学教育学部附属平野中学校へと改称している。
1961年には校地の一部を割き、従来は附属平野小学校内にあった附属幼稚園の独立園舎が竣工した。また1972年には敷地内に大阪教育大学附属高等学校平野校舎が併設されている。

### 年表
- 1947年4月 - 大阪第一師範学校女子部附属中学校として開校する。
- 1949年7月 - 大学の改称に伴い、大阪学芸大学第一師範学校平野附属中学校に改称。
- 1951年
  - 3月 - 現在地に新校舎竣工する。
  - 4月 - 校名を大阪学芸大学附属平野中学校と改称。
- 1963年 - 特殊学級を併設。
- 1966年 - 特殊学級が附属平野小学校特殊学級と統合し、大阪学芸大学附属養護学校として独立開校。
- 1967年6月 - 校名を大阪教育大学附属平野中学校と改称する。
- 1973年4月 - 校名を大阪教育大学教育学部附属平野中学校と改称する。
- 1992年4月 - 文部大臣より研究開発学校に指定。
- 1999年4月 - 文部省より道徳教育実践研究協力校に指定。
- 2000年4月 - 前後期制導入。
- 2002年4月 - 校門に防犯システムを導入。前後期制を3学期制に戻す。
- 2004年4月 - 大学の法人化により校名を大阪教育大学附属平野中学校に改称。

## 教育方針
生徒一人ひとりの個性を尊重し、すべての素質を可能な限り最大限に発達させるための指導を行う。そのために、幅広い基礎学力の定着を図ると共に、先生と生徒、生徒相互との緊密な人間関係を確立し、自主的な生活態度と学習意欲を育成しながら、質実剛健な人間教育を行う。

## 基礎データ

### 所在地
- 大阪市平野区流町2丁目1番24号

### 象徴

#### 校訓
「自省五問」
- 真實であるか
- 公正であるか
- 個人の価値を尊重しているか
- 責任をわきまえているか
- 健康であるか

## 通学区域
下記区域内に保護者と同居し、およそ60分以内で通学できる人が出願できる。
- 大阪府
  - 大阪市
  - 三島地域（吹田市・摂津市）
  - 豊能地域（豊中市）
  - 泉北地域（和泉市・泉大津市・堺市・高石市・泉北郡）
  - 泉南地域（泉佐野市・貝塚市・岸和田市・泉南市・阪南市・泉南郡）
  - 南河内地域（大阪狭山市・河内長野市・富田林市・羽曳野市・藤井寺市・松原市・南河内郡）
  - 中河内地域（柏原市・八尾市・東大阪市）
  - 北河内地域（交野市・門真市・四条畷市・大東市・寝屋川市・枚方市・守口市）
- 奈良県（奈良市・生駒市・香芝市・葛城市・大和郡山市・大和高田市・生駒郡・北葛城郡）

## 交通
- Osaka Metro谷町線 平野駅南東500m。